# Florence Bell (Skirennläuferin)
Florence Elizabeth Bell (* 5. März 1996 in Birmingham, Vereinigtes Königreich) ist eine ehemalige irische Skirennläuferin.

## Karriere
Bell gab ihr internationales Renndebüt am 1. August 2011 bei einem FIS-Slalom in Cardrona. Ihr erstes internationales Großereignis bestritt sie noch in der gleichen Saison. Bei den Olympischen Jugend-Winterspielen in Innsbruck belegte sie im Slalom den 24. Platz, im Riesenslalom wurde sie 34. 
In den darauffolgenden Jahren startete Bell hauptsächlich bei FIS- und Citizenrennen. 2014 wurde sie für die Olympischen Winterspiele in Sotschi nominiert. Dort schied sie jedoch sowohl im Riesenslalom als auch im Slalom aus.
Ihr bestes Ergebnis bei einem internationalen Großereignis gelang Bell 2015 bei den Weltmeisterschaften in Vail bzw. Beaver Creek mit Rang 79 im Riesenslalom. Im Slalom schied sie bereits im ersten Durchgang aus. Danach ist Florence Bell nicht mehr als Skirennläuferin in Erscheinung getreten.

## Privates
Ihre Schwester Victoria Bell war ebenfalls als Skirennläuferin aktiv.

## Erfolge

### Olympische Winterspiele
- Sotschi 2014: DNF Riesenslalom, DNF Slalom

### Weltmeisterschaften
- Vail/Beaver Creek 2015: 79. Riesenslalom, DNF Slalom

### Olympische Jugend-Winterspiele
- Innsbruck 2012: 24. Slalom, 34. Riesenslalom

### Europäisches Olympisches Winter-Jugendfestival
- Brașov 2013: 37. Riesenslalom, DNF Slalom

### Weitere Erfolge
- 4 Platzierungen unter den besten 10 bei FIS-Rennen